# Martin Ides
Martin Ides (* 3. května 1980) je český basketbalista hrající Národní basketbalovou ligu za tým NH Ostrava. Hraje na pozici pivota.
Je vysoký 218 cm, váží 130 kg.

## Kariéra
- 2002 - 2003 : BK ECM Nymburk
- 2003 - 2003 : BK Opava
- 2003 - 2004 : Benetton Treviso (italská liga a Euroliga)
- 2004 - 2005 : Vichy Auvergne (PRO A - 1.francouzská liga)
- 2005 - 2006 : Armani Jeans Milano (italská Serie A) / Akropol BBK (švédská liga)
- 2006 - 2007 : NH Ostrava
- 2007 - 2008 : Apollon Patras (II. řecká liga)
- 2007 - 2008 : Kondoři Liberec (od 7.12.2007)
- 2008 - 2012 : Nuernberger Basketball Club

## Statistiky
| Sezóna   | Soutěž      | Odehrané minuty | Průměr na zápas | Body | Průměr na zápas |
| -------- | ----------- | --------------- | --------------- | ---- | --------------- |
| 2002/03  | Mattoni NBL | 680.7           | 16.2            | 287  | 6.8             |
| 2003/04  | Mattoni NBL | 203.8           | 17.0            | 63   | 5.3             |
| 2006/07* | Mattoni NBL | 440.5           | 23.2            | 187  | 9.8             |

 *Rozehraná sezóna - údaje k 20.1.2007 